# Burgstall Burgfarrnbach
Der Burgstall Burgfarrnbach, auch Oberer Sitz genannt, bezeichnet eine abgegangene mittelalterliche Wasserburg in Burgfarrnbach, einem heutigen Stadtteil der kreisfreien Stadt Fürth in Bayern.
Die Burg wurde vermutlich von den Herren von Braunsbach erbaut. 1242–55 wird mit der Burg ein Marquard von Braunsbach genannt. Die Burganlage wurde 1711 abgetragen.
Der Untere Sitz bezeichnet das von Balthasar Wolf von Wolfsthal im 16. Jahrhundert gegründete Wasserschloss auf dem Areal des heutigen Schlosses Burgfarrnbach.